# 피라몰픽스

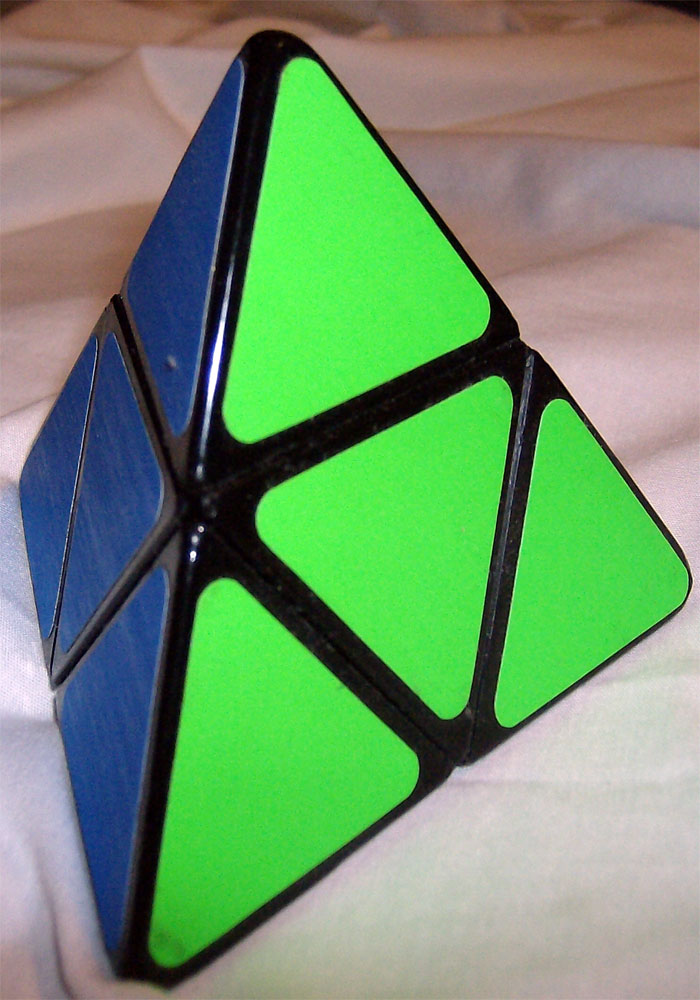
완성된 피라몰픽스.

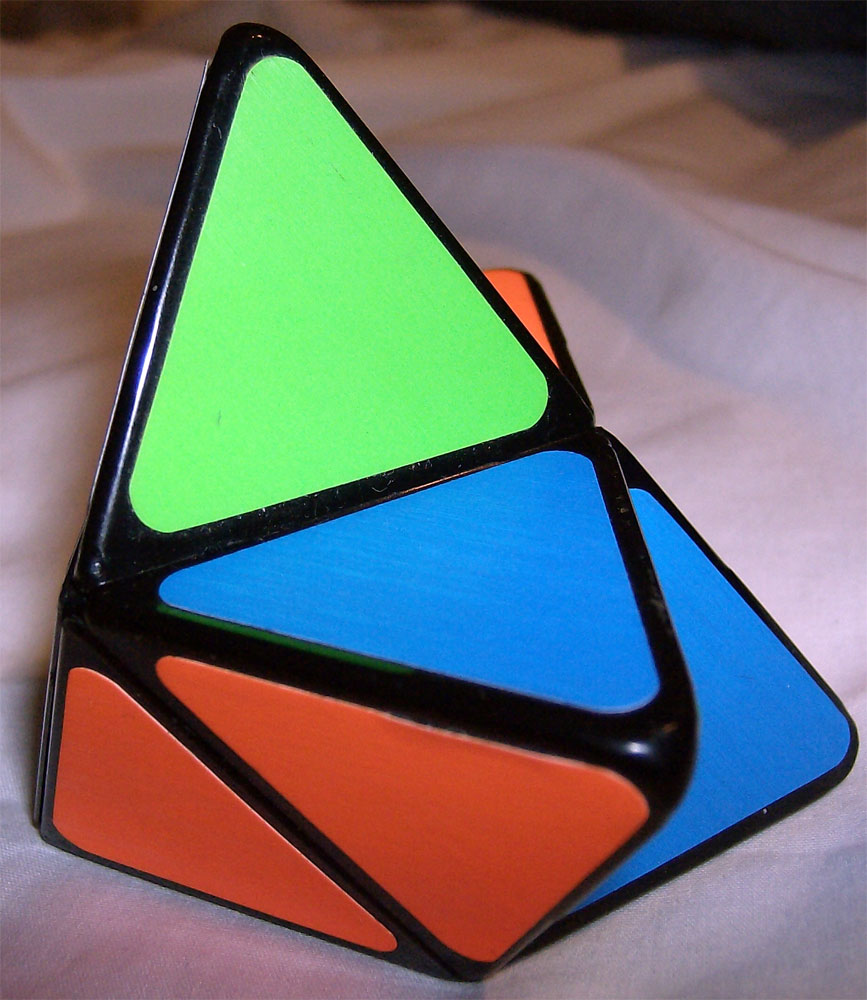
섞인 피라몰픽스.

피라몰픽스(영어: Pyramorphix /ˌpɪrəˈmɔːrfɪks/)는 루빅스 큐브와 유사한 정사면체형 퍼즐이다. 이것은 총 8개의 조합할 수 있는 움직이는 조각이 있다. 이것은 피라밍크스와 비슷하게 생겼지만, 이것은 포켓 큐브와 메커니즘이 동일한 모서리-회전 퍼즐이다.

## 설명
언뜩 보면 피라몰픽스는 당연한 퍼즐처럼 보인다. 이것은 피라밍크스와 닮아서 귀퉁이 조각 네 개만이 돌 수 있다고 할 것이다. 사실은, 정사면체를 데미큐브로 본다면 퍼즐은 특별하게 생긴 2×2×2이다. 큐브의 네 귀퉁이 조각은 정사면체로 모양이 바뀌고 나머지 넷은 삼각형으로 모양이 바뀐다. 이것의 결과는 퍼즐을 돌린 모양이다.
피라몰픽스의 원래 이름은 "주니어 피라밍크스(The Junior Pyraminx)"이다. 이것은 퍼즐의 "모양이 바뀌"는 부분과 2x2x2 루빅스 큐브와는 닮지 않은 부분을 반영하는 이름으로 바뀌었다. "주니어(Junior)"도 성인 고객에게 덜 적합하다는 느낌이 들게 만들었다. "주니어 피라밍크스(Junior Pyraminx)"라는 이름으로 가리키고 있는 것은 여전히 타이틀이 "jpmsol.html"인 우베 메페르트(Uwe Mèffert)의 웹사이트 기반의 해결법이 유일하다.
퍼즐의 목표는 색과 모양을 섞고 한 면에 한 색이 있는 정사면체 상태로 되돌리는 것이다.

## 조합의 수
퍼즐은 면에 스티커가 있는 것도 가능하고 플라스틱 타일로 된 것도 가능하다. 둘 다 늑골 모양을 가지기 때문에 평평한 면의 방향을 보이게 한다. 이것은 3,674,160가지 조합을 가지며, 2×2×2 큐브와 동일하다.
하지만, 이 조각들의 방향을 구분할 수 없다면 조합의 수가 줄어든다. 조각을 배열하는 방법은 8!가지가 있고, 중앙 조각이 없기 때문에 24로 나눠지고, 네 정사면체 조각을 돌리는 방법이 34가지가 있다.
{\displaystyle {\frac {8!\times 3^{4}}{24}}=136080}
피라몰픽스는세 축을 따라서 90°의 배수만큼 돌릴 수 있다. 귀퉁이 조각은 피라밍크스처럼 독립적으로 돌릴 수 없다. 피라몰픽스는 중앙 조각의 위치를 바꾸면 중앙 조각의 위치만 바뀌는 것이 아니라 귀퉁이 조각의 위치도 바뀌어서 모양을 다양하게 만든다.

## 마스터 피라몰픽스

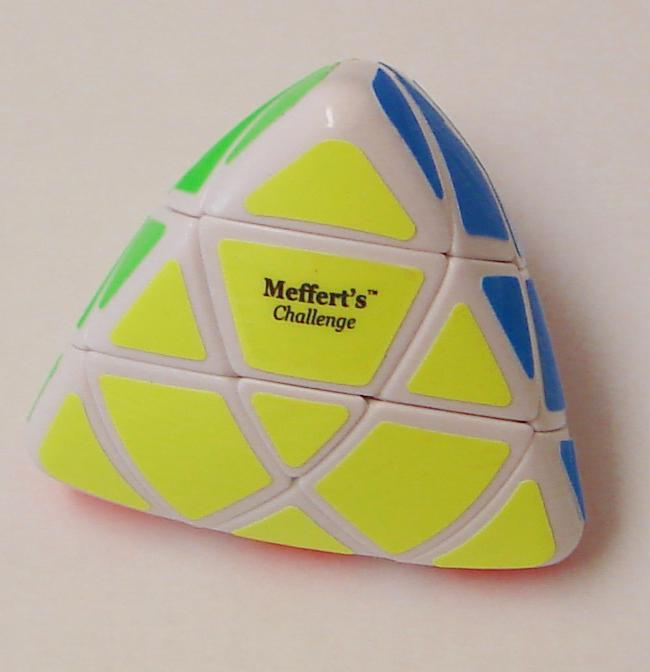
마스터 피라몰픽스

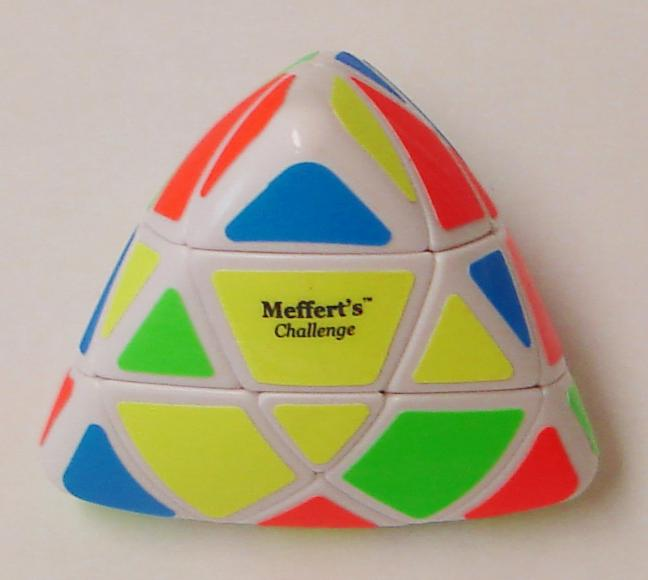
마스터 피라몰픽스, 색을 섞은 것

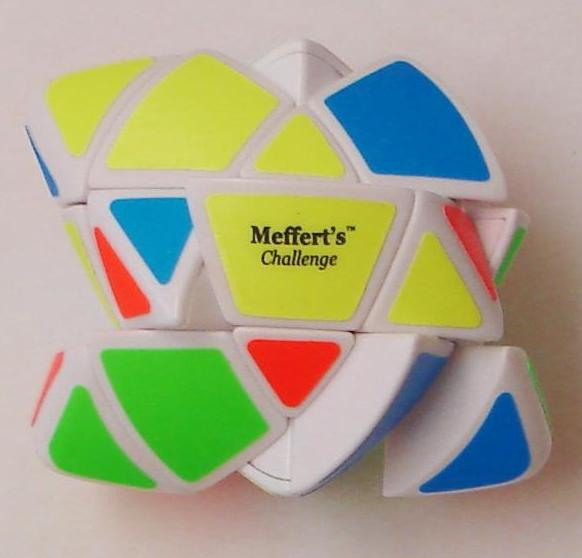
마스터 피라몰픽스, 색과 모양을 섞은 것

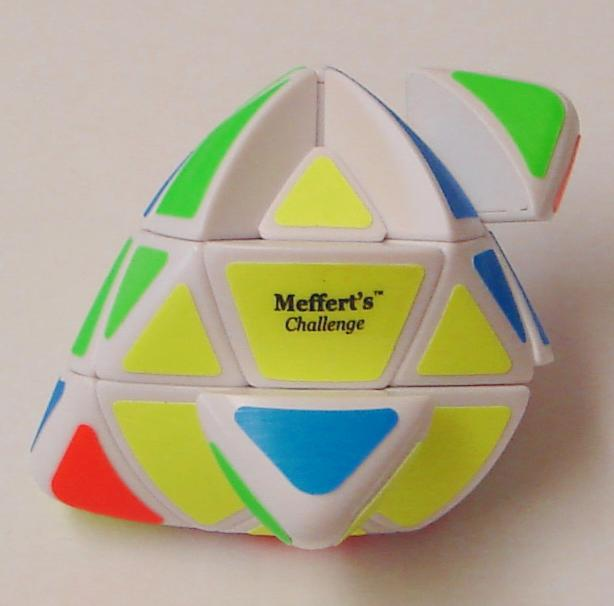
마스터 피라몰픽스, 부분적으로 맞춘 것

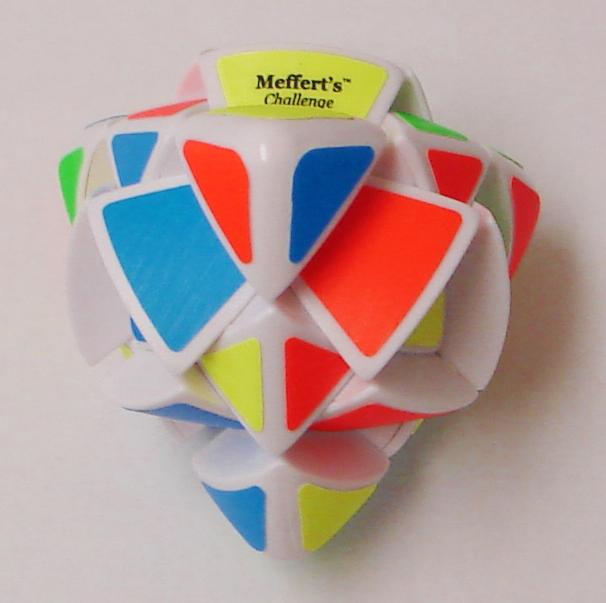
면 조각을 뒤집은 마스터 피라몰픽스, 3x3x3 루빅스 큐브의 "슈퍼플립" 조합과 동일하다

마스터 피라몰픽스(Master Pyramorphix)는 피라몰픽스의 더 복잡한 변형이다. 이것이 공식적으로는 마스터 피라몰픽스라고 부르고 있지만 대부분의 사람들은 "마스터몰픽스"라고 부르기를 선호한다. 피라몰픽스처럼, 이것은 섞이면 다양하고 불균일한 모양으로 바뀌는 모서리-회전 퍼즐이다. 퍼즐 매니아들에 의해서 평평한 면을 가지는 커스텀 제작된 퍼즐이나 우베 메페르트의 상업적으로 생산된 (사진의) 둥근 변형을 포함한 몇몇 다른 변형들이 만들어졌다.
퍼즐은 귀퉁이 조각 4개, 면 중앙 조각 4개, 모서리 조각 6개, 그리고 비중앙 면 조각 12개로 이루어져 있다. 모서리 회전 퍼즐이기 때문에, 나머지 조각들의 위치가 바뀌는 동안 모서리 조각은 제자리에서만 돈다. 면 중앙 조각과 귀퉁이 조각은 비록 모양은 다르지만 귀퉁이 조각이기 때문에 서로 바꿀 수 있고, 비중앙 면 조각은 뒤집힐 수 있어서 퍼즐이 섞일 때 다양한 모양으로 바뀐다. 180° 회전만 한다면, 퍼즐을 정사면체 모양으로 유지시키면서 색만 섞는 것이 가능하다. 90°와 180° 회전을 하면 퍼즐의 "모양 변환"이 일어난다.
표면적인 유사성에도 불구하고, 피라밍크스와의 유일한 관계는 둘 다 "트위스티 퍼즐"이라는 것 뿐이다; 피라밍크스는 면 회전 퍼즐이다. 마스터 피라몰픽스에서 귀퉁이 조각은 자명하지 않다. 즉, 귀퉁이 조각은 간단하게 제자리에서 올바른 방향으로 돌릴 수 없다.

### 해결
그 모양에도 불구하고, 사실 이 퍼즐은 오리지날 3x3x3 루빅스 큐브의 모양을 변형 시킨 것과 동일하다. 귀퉁이 조각 4개와 면 중앙 조각 4개는 같이 루빅스 큐브의 귀퉁이 조각 8개와 동일하고, 모서리 조각 6개는 루빅스 큐브의 면 중앙 조각과 동일하며, 비중앙 면 조각은 루빅스 큐브의 모서리 조각과 동일하다. 따라서, 루빅스 큐브를 풀 때 사용된 방법을 사소한 차이를 가지고 마스터 피라몰픽스를 풀 때도 사용할 수 있다: 루빅스 큐브에 사용되던 색깔 맞추기 방법과는 다르게 중앙 조각은 색이 두 가지가 있기 때문에 방향에 민감하며, 면 중앙 조각은 방향에 민감하지 않다(하지만 "잘못된" 방향 홀짝성 오류는 일어날 수 있다). 그 결과로, 이것은 중앙 조각의 방향을 고려해야 하고 귀퉁이 조각 8개 중 4개는 기술적으로 방향을 고려하지 않아도 되는 비표준 색 배치를 가지는 루빅스 큐브처럼 행동한다.
또다른 모양이 바뀌는 퍼즐인 스퀘어-1과는 다르게, 마스터 피라몰픽스의 가장 간단한 방법은 먼저 정사면체 모양을 맞추고 색을 맞추는 것과 관련이 없다; 3x3x3 루빅스 큐브에서 온 대부분의 알고리즘은 마스터 피라밍크스의 모양이 바뀌는 위치로 해석된다. Philip Marshall의 "궁극적인 해법(Ultimate Solution)"과 같은 어떤 방법은 해법에 따라 진행할수록 모양도 점진적으로 진행된다; 처음에는 비중앙 조각을 제자리에 보내며, 면 중앙 조각과 귀퉁이 조각을 제외하고 정사면체의 모양이 부분적으로 복구되고, 다음은 면 중앙 조각과 귀퉁이 조각을 맞춰서 정사면체 모양을 완성한다.

### 조합의 수
귀퉁이 조각 네 개와 면 중앙 조각 네 개가 있다. 이것은 8!가지 방법으로 서로 바뀔 수 있다. 마지막 조각의 방향이 나머지 일곱개에 의해서 결정되고 면 중앙 조각의 스티커가 방향을 가시적으로 보이게 하므로 이 조각들이 가질 수 있는 방향의 수는 37가지이다. 비중앙 조각이 열두개가 있다. 이것은 211가지 방법으로 돌릴 수 있고 배열하는 방법은 12!/2가지가 있다. 같은 색의 세 조각은 스티커의 글자 때문에 구분할 수 있다. 서로 위치가 고정된 모서리 조각이 여섯 개가 있고 각각은 네 가지 방향을 가질 수 있다. 이 조각과 무관하게 퍼즐을 풀면, 모서리 조각의 회전 수는 항상 짝수이므로 이 조각들에 대해서는 46/2 가지의 조합이 있다.
{\displaystyle {8!\times 3^{7}\times 12!\times 2^{9}\times 4^{6}}\approx 8.86\times 10^{22}}
전체 수는 88580102706155225088000이다.
하지만, 스티커가 매끄러웠다면 조합의 수는 더 줄었을 것이다. 귀퉁이 조각의 방향은 34가지를 가질 수 있지만, 면 중앙 조각은 시각적인 방향이 없다. 같은 색의 세 비중앙 면 조각이 구분할 수 없을 수 있다. 같은 색의 세 조각을 배열하는 방법이 여섯 가지가 있고 색이 네 개가 있기 때문에, 이 조각에 대해서는 211×12!/64 가지가 있다.
{\displaystyle {\frac {8!\times 3^{4}\times 12!\times 2^{10}\times 4^{6}}{6^{4}}}\approx 5.06\times 10^{18}}
전체 수는 5062877383753728000이다.

## 같이 보기
- 스큐브 다이아몬드
- 스큐브 얼티메이트
- 조합 퍼즐
- 기계적 퍼즐